# Leucospermum fulgens
Leucospermum fulgens är en tvåhjärtbladig växtart som beskrevs av Rourke. Leucospermum fulgens ingår i släktet Leucospermum och familjen Proteaceae. Inga underarter finns listade i Catalogue of Life.